# كاناكو موراتا
كاناكو موراتا (باليابانية: 村田 夏南子؛ مواليد 10 أغسطس 1993) هي مُقاتلة فنون قتالية مختلطة يابانية.

## وصلات خارجية
- كاناكو موراتا على موقع يو إف سي (الإنجليزية)
- كاناكو موراتا على موقع شيردوغ (الإنجليزية)
- كاناكو موراتا على موقع Tapology.com (الإنجليزية)
- كاناكو موراتا على موقع قاعدة بيانات المصارعة الدولية (الإنجليزية)
- كاناكو موراتا على موقع IMDb (الإنجليزية)